# 杭州市学军小学
杭州市学军小学，又名杭州师范大学第二附属小学，建校于1908年。
杭州市学军小学一共有求智、紫金港、之江三个校区和一个钱塘小学部。求智校区于1956年夏随杭州师范大学迁至现址，紫金港校区启用于2008年9月，之江校区启用于2014年9月。
杭州市学军小学现任校长是张军林。

## 历史
杭州市学军小学前身是杭州知府世善1906年捐资兴办的私塾。1908年，私塾改名为杭州府官立初等小学堂。1923年，改名为杭县县立第四小学高等校。1928年，改名为杭州市立清波小学。
1931年，浙江省立杭州师范学校建立后，杭州市立清波小学划归杭州师范学校作为附属小学。1937年，师范部内迁，附小与附幼被迫停办。1938年，附小因战乱随杭师内迁丽水碧湖。1945年杭师及附小迁回杭州南山路原址。1949年5月杭州解放，杭师附小改为杭师小学部。1956年夏，附小随杭师迁址文二街6号。此后，文三街小学、花园亭小学曾一度列为附小分部。1970年，改名学军小学，属杭州市拱墅区管理。1972年起，划归杭州市西湖区:154。
1978年，学军小学被定为西湖区重点小学。1981年，文三街分部划出，单独建校定名为文三街小学。1987年，被定为“杭州师范学校第二附属小学”。2008年9月，紫金港校区启用。2011年，学军小学和转塘小学结成紧密型教育共同体。2014年9月，之江校区启用。

## 学校现况

### 概况
杭州市学军小学一共有求智、紫金港、之江三个校区。2018年三个校区共有101个班，共4500多名学生，280多名老师。之江校区东临转塘老镇区，东南与中国美术学院象山校区毗邻，西侧西湖国际高尔夫俱乐部，建筑面积约3.3万平方米。

### 数字服务
设有3D打印教室、烹饪教室、精工教室。2015年起，使用钉钉进行家校沟通。

### 校园活动
学军小学是浙江省足球传统特色学校，每年都会举行“雏燕杯”班级联赛。

### 学校理念
教改纲领为“整体观念、主体思想、个性发展、和谐关系”，办学目标为“个性化、现代化、国际化”，倡导“团结、实干、民主、开拓”的领导作风，“尊师、爱校、勤学、守纪”的校风:154，“教学严谨、为人师表”的教风，“自律、自由、自觉”的校训。校歌为《飞向明天》。

## 学校荣誉
1963年，被确定为省教育厅定为教学改革实验学校和市重点小学:5-6。1992年，被评为浙江省文明单位、浙江省先进学校。1996年，被评为省示范性实验学校。2009年，入围杭州市第二届“我心目中的杭州品牌”，被评为国家级语言文字规范化示范学校。2011年，被授予全国“优秀少先队集体”荣誉称号。2015年被评为杭州市智慧校园，2016年被评为浙江省数字校园示范校。

## 学校特色

### 评价改革
学军小学，在评价改革中一直走在浙江省前列。
学军小学的一、二年级语文、数学学科期末不进行书面测试，取而代之的是学校组织的游园活动，不仅考查学生在语文、数学学习中获得的知识和各项能力，而且培养学生的团队协作能力、生活劳动技能。三、四年级推行期末免试和学科绿卡制度。学校在开学初公布学期免考标准，一学期达到标准就可以申请期末免考试，成绩单上成绩计为优秀。
学军小学在语文、数学中实行分项目选难度登记评价，试卷有一、二卷之分，一卷为基础卷，人人必做；二卷为综合卷，可自主选择完成。

### 绿卡制度
绿卡是学军小学教师在学生有突出表现时发放的激励卡，一共有三类，分别是校园文明卡、班级个性卡和学科绿卡，分别由值周老师发放鼓励学生在校园中的自觉文明行为；由各班班主任自主设置，表彰学生为集体所做的贡献；由各任课老师发放。

## 招生录取与毕业升学

### 教育服务区
- 求智校区：东至马塍路，南至文三路，西至保俶北路，北至文二路，及马塍路24、26、28、29、30、31、32、33、34、35号。
- 紫金港校区：耀江文鼎苑、圣苑、冠苑住宅区。
- 之江校区：东至之江路与龙王沙路交叉口的流芳岭，南至象山沿山渠—象山沿山北渠—中国美院象山校区北围墙—象山北面山脚，西至浙音路，北至新西湖花园北围墙—留泗路—斗门路—博岚路。不含中国美院象山校区全部[11]。

### 对口初中
杭州市十三中教育集团（本部）

## 争议
2009年起，三好学生评选有视力不得低于5.0的要求。